# ساکچ
ساکچ (به مجاری:  Szakcs) یک شهرداری در مجارستان است که در ناحیه دومبووار واقع شده‌است. ساکچ ۵۵٫۷۹ کیلومتر مربع مساحت و ۱٬۰۰۳ نفر جمعیت دارد.